# Alex Garcia (koszykarz)
Alex Ribeiro Garcia (ur. 4 marca 1980 w Orlândia) – brazylijski koszykarz, występujący na pozycjach rzucającego obrońcy oraz niskiego skrzydłowego, olimpijczyk, obecnie zawodnik brazylijskiego Bauru.
27 lipca 2020 po raz kolejny w karierze został zawodnikiem brazylijskiego Bauru.

## Osiągnięcia
Stan na 28 lipca 2020, na podstawie, o ile nie zaznaczono inaczej.
Drużynowe
- Mistrz:
  - Ligi Amerykańskiej FIBA (2009, 2015)
  - Ligi Ameryki Południowej (2010, 2013)
  - Brazylii (2010–2012, 2017)
  - ligi Paulista (okręgu São Paulo – 2001, 2002, 2003, 2005)
  - Brazylii U–18 (1999)
  - Brazylii kadetów (1997)
- Wicemistrz:
  - Ligi Amerykańskiej (2016)
  - Euroligi (2008)
  - Ligi Południowoamerykańskiej (2006, 2012)
  - Izraela (2008)
  - Brazylii (2009, 2015, 2016)
- Brąz Ligi Ameryki Południowej (2011)
- 4. miejsce w Lidze Amerykańskiej (2012, 2013)
- Zdobywca pucharu ligi izraelskiej (2007)
- Finalista pucharu:
  - Interkontynentalnego FIBA (2015)
  - Izraela (2008)

Indywidualne
- MVP:
  - finałów:
    - Amerykańskiej Ligi FIBA (2009, 2015)
    - brazylijskiej ligi NBB (2017)

  - Ligi Południowoamerykańskiej (2014)
  - brazylijskiej ligi NBB (2015)
  - meczu gwiazd brazylijskiej ligi NBB (2013, 2014)
- 8-krotny Obrońca Roku NBB (2009–2016)
- Uczestnik meczu gwiazd NBB (2009–2015, 2017–2019)
- Zaliczony do I składu NBB (2009–2012, 2015–2017)

Reprezentacja
- Mistrz:
  - Ameryki (2005, 2009)
  - Ameryki Południowej (2003)
  - igrzysk panamerykańskich (2003, 2007)
  - pucharu Tuto Marchanda (2009, 2011)
- Wicemistrz:
  - Ameryki (2001, 2011)
  - Ameryki Południowej U–22 (2000)
- Brązowy medalista:
  - Igrzysk Dobrej Woli (2001)
  - pucharu Tuto Marchanda (2013)
- Uczestnik:
  - mistrzostw:
    - świata (2002 – 8. miejsce, 2006 – 19. miejsce, 2010 – 9. miejsce, 2014 – 6. miejsce)
    - Ameryki (2007 – 4. miejsce, 2009, 2011, 2013 – 9. miejsce)

  - igrzysk olimpijskich (2012 – 5. miejsce, 2016 – 9. miejsce)
  - pucharu Stankovicia (2006)